# Elena Quiroga
Pour les articles homonymes, voir Quiroga.
Compléments
Académie royale espagnole, Académie royale galicienne
Elena Quiroga, née le 26 octobre 1921 à Santander (Espagne) et morte le 3 octobre 1995  à La Corogne (Espagne), est une écrivaine espagnole.

## Biographie
Elle est née en 1921 à Santander au sein d'une famille aristocratique : son père est le comte de San Martín de Quiroga.
Sa première publication est de 1949 et s'intitule La soledad sonora [La solitude sonore], puis elle crée au fil des années une vaste œuvre narrative en prose. Elle obtient le prix Nadal en 1950 pour Viento del norte (Les Bras du vent), histoire des relations entre une jeune domestique et son ancien maître.
En janvier 1983, elle devient membre de l’Académie royale espagnole,. Elle est la deuxième femme à rentrer dans cette Académie, suivant les traces de Carmen Conde.
Elle meurt en 1995 à La Corogne, à 75 ans.

## Œuvres traduites en français
- La Sève et le Sang [« La sangre »], trad. de Laure Guille-Bataillon, Paris, Éditions Plon, coll. « Feux croisés », 1957, 403 p. (BNF 32551240)
- Le Masque [« La careta »], trad. de Bernard Sesé et Maurice-Edgar Coindreau, Paris, Éditions Gallimard, coll. « Du monde entier », 1959, 230 p. (BNF 33146799)
- Liberata [« La enferma »], trad. de Bernard Lesfargues, Paris, Éditions Plon, coll. « Feux croisés », 1961, 245 p. (BNF 33146800)
- Les Bras du vent [« Viento del norte »], trad. de Maurice-Alex Dumont, Paris, Éditions Casterman, coll. « L’Éolienne », 1963, 259 p. (BNF 33146804)